# Сирбі (Селаж)
Сирбі (рум. Sârbi) — село у повіті Селаж в Румунії. Входить до складу комуни Сиг.
Село розташоване на відстані 388 км на північний захід від Бухареста, 23 км на південний захід від Залеу, 68 км на північний захід від Клуж-Напоки.

## Населення
За даними перепису населення 2002 року у селі проживали 307 осіб, з них 303 особи (98,7%) румунів. Рідною мовою 303 особи (98,7%) назвали румунську.